# جيري فان ايفيك
جيري فان ايفيك (بالهولندية: Jerry van Ewijk)‏ (12 مارس 1992 بآرنم في هولندا - ) هو لاعب كرة قدم هولندي في مركز الوسط. لعب مع أغوف أبيلدورن ودي غرافشاب وغو أهد إيغلز.

## روابط خارجية
- جيري فان ايفيك على موقع قاعدة بيانات كرة القدم.إي يو (الإنجليزية)
- جيري فان ايفيك على موقع Soccerway.com (الإنجليزية)